# Franz Schönenberger
Franz Schönenberger (* 21. November 1865 in Kiechlinsbergen; † 7. Juni 1933 in Berlin) war ein deutscher Arzt und Professor für Physikalische Therapie.

## Leben
Franz Schönenberger wurde in Kiechlinsbergen am Kaiserstuhl in Baden geboren und wuchs am Bodensee auf, wo sein Vater die Güter des Dichters Joseph Victor von Scheffel verwaltete.
Er schlug zunächst eine Laufbahn als Volksschullehrer ein und war als solcher im Dorf Karsau bei Rheinfelden tätig. Schon während des Lehrerseminars hatte er begonnen, sich für Krankenpflege zu interessieren. In Basel besuchte er medizinische Vorlesungen und zog nach Aufgabe seines Lehramts zum Naturarzt Gustav Voigt nach Plauen, von dem er sich ausbilden ließ. Nach seiner Lehrzeit eröffnete er eine Laienpraxis in Potschappel.
Gefördert durch Scheffel und Großherzogin Luise erlangte Schönenberger in Heidelberg das Abitur und konnte ab 1894 in Berlin Medizin studieren. Dort lernte er den Schriftsteller Johannes Reinelt (bekannter unter dem Pseudonym Philo vom Walde) und den naturheilkundlich tätigen Lehrer Wilhelm Siegert kennen. 1898 bestand er in Kiel das Staatsexamen und wurde zum Dr. med. promoviert. Mit Siegert veröffentlichte er 1903 erstmals einen Band zur Sexualität aus naturheilkundlicher Sicht, das in der Folge mehrfach neu aufgelegt wurde. Im Gegensatz zu Vorläufern wie Friedrich Eduard Bilz beschrieben sie Masturbation weit weniger negativ, lehnten jedoch den vorehelichen Geschlechtsverkehr ab. Es erschienen auch getrennte Bände für Jungen und Mädchen.
Als Arzt wirkte Schönenberger in Bremerhaven und Bremen, bevor er 1907 nach Berlin übersiedelte und dort die Schriftleitung der Zeitschrift Der Naturarzt übernahm. Zusammen mit Siegert verfasste er das zweibändige Werk Lebenskunst, Heilkunst, das in späteren Auflagen ebenfalls als Der Naturarzt veröffentlicht wurde.
Unter Förderung durch den damaligen Kultusminister Konrad Haenisch (1876–1925) wurde Schönenberger „aus dem Stand des praktischen Arztes zum Professor für allgemeine Therapie, sowie zum Leiter der Hydrotherapeutischen Anstalt berufen“. Am 10. Mai 1920 hielt Schönenberger seine Antrittsvorlesung als Professor und Leiter der von Ludwig Brieger gegründeten Anstalt für Hydrotherapie in Berlin. Er war somit der erste Universitätslehrer für Naturheilkunde in Deutschland, noch vor Emil Klein 1923/24 in Jena. Der Lehrstuhl wurde von Werner Jansen übernommen.
Von 1927 bis 1929 leitete er zudem das Prießnitz-Krankenhaus in Mahlow, sein Nachfolger dort wurde Alfred Brauchle.
Franz Schönenberger starb am 7. Juni 1933 in Berlin an Lungenkrebs.

## Werk
Während seiner Tätigkeit als Hochschullehrer entstanden circa 25 Dissertationen und zahlreiche wissenschaftliche Publikationen. Im Vordergrund seines Schaffens stand jedoch die klinische Tätigkeit. Als Leiter der Hydrotherapeutischen Abteilung (1921–1929) wurden rund 25.000 Patienten ambulant behandelt. Insgesamt waren über 80 Ärzte und etwa 50 Medizinalpraktikanten an der Klinik tätig.

## Rezeption
Franz Schönenberger gilt als ein wichtiger Vertreter der Naturheilkunde. Im Gegensatz zur Schulmedizin, „vertrat [er] jedoch beharrrlich die Lehre der Selbstheilungskraft im Organismus und deren Unterstützung durch physikalisch-diätetische Maßnahmen“.
Schönenberger wirkte in einer Zeit, in der „eine Zusammenarbeit zwischen Schulmedizin und Naturheilkunde (...) kaum möglich“ war; entsprechend rief die Ernennung Schönenbergers zum Professor Widerstände an der Medizinischen Fakultät hervor. So schreibt sein Nachfolger, Paul Vogler: „Eine Berufung ohne akademische Laufbahn war ein bewußtes Entgegenkommen an die deutschen Naturheilverbände, und man erwartete, daß nach der Zeit der Scholastik ein frisches Reis an dem Prießnitzschen Baum zu sprossen beginne. Aber Schönenberger fand sich umgeben von einer ganzen Reihe von Ärzten (Fürstenberg, Behrend, Kaufmann, Horwitz), die er übernehmen mußte und denen das Naturheilverfahren lehrmäßig fremd war, ja, die ihm mit offenem Spott gegenübertraten.“
Neben seiner klinischen und seiner wissenschaftlichen Tätigkeit schrieb Schönenberger zahlreiche populärwissenschaftliche Schriften (siehe unten).

## Ausgewählte Schriften
- Der Einfluß des Lichtes auf den tierischen Organismus nebst Untersuchungen über Veränderungen des Blutes bei Lichtabschluß. Kiel 1898. (Dissertation)
- Badet in der Luft und im Lichte, Pflegt das Freilichtturnen! Möller, Oranienburg 1903.
- Erste Hilfe in Unglücksfällen und bei plötzlichen Erkrankungen bis zur Ankunft des Arztes. Möller, Oranienburg 1905.
- Aerztliche Winke für junge Eheleute. 2. Auflage. Verlag Lebenskunst – Heilkunst, Berlin 1911.
- mit Gustav Riedlin: Chronische Verstopfung. Verlag Lebenskunst – Heilkunst, Berlin 1911. (Abschnitt zu Hämorrhoidalleiden)
- Wegweiser zur Ausführung ärztlicher Kurvorschriften. Verbesserte Auflage. Möller, Oranienburg 1913.
- Wie schützt sich der Soldat vor Erkrankungen im Kriege? 1914.
- Zum Winterfeldzug. Deutscher Bund, Berlin 1915.
- Die nationale Gefahr der geschlechtlichen Ansteckung. Möller & Borel, Berlin 1915.
- Gesundheitliche Ratschläge für Soldaten. Deutscher Bund, Berlin 1916.
- mit Wilhelm Siegert: Was erwachsene junge Leute wissen sollten und Eheleute wissen müßten: Das Geschlechtsleben und seine Verirrungen. Verlag Lebenskunst – Heilkunst, Berlin 1920.
- mit Wilhelm Siegert: Was unsere Töchter wissen sollten: Zur Aufklärung für die erwachsene weibliche Jugend. 6. Auflage. Verlag Lebenskunst – Heilkunst, Berlin 1923.
- mit Wilhelm Siegert: Was unsere Söhne wissen müssen: Ein offenes Wort an Jünglinge. 6. Auflage. Verlag Lebenskunst – Heilkunst, Berlin 1923.
- Vernünftig leben: Was jeder über die Gesundheit wissen muss. Erfahrungen und Ratschläge. Verlag Lebenskunst – Heilkunst, Berlin 1931.
- Der Naturarzt: Ärztlicher Ratgeber für Gesunde und Kranke. 2 Bände. 6. Auflage. Rembrandt, Berlin 1931.

## Links
- Werke von und über Franz Schönenberger in der Deutschen Digitalen Bibliothek